# شيرا إلي
شيرا إلي (بالإنجليزية: Shyra Ely)‏ مواليد 9 أغسطس 1983، هي لاعبة كرة سلة أمريكية. تم اختيارها من قبل فريق سان أنطونيو ستارز خلال الدرافت.

## المسيرة الاحترافية
لعبت مع سان أنطونيو ستارز في موسم 2005–2006، ثم لعبت مع سياتل ستورم في موسم 2007–2008، ثم لعبت مع شيكاغو سكاي في سنة 2009، ثم لعبت مع إنديانا فيفر في سنة 2011.

## روابط خارجية
- شيرا إلي على موقع الاتحاد الوطني لكرة السلة النسائية (الإنجليزية)
- شيرا إلي على موقع كرة السلة الأوروبية.كوم (الإنجليزية)
- شيرا إلي على موقع كلية كرة السلة في سبورتس رفرنس.كوم (الإنجليزية)
- شيرا إلي على موقع بروبوليرز (الإنجليزية)
- شيرا إلي على موقع سبورتس رفرنس (الإنجليزية)